# Guthnick (Mondkrater)
Guthnick ist ein Einschlagkrater auf der Mondrückseite.
Der Krater liegt hinter dem westlichen Mondrand, kann aber bei günstigen Librationsbedingungen von der Erde aus gesehen werden. Er liegt im südlichen Bereich des Auswurfgebiets des Mare Orientale, westlich des großen Kraters Mendel. Ganz in der Nähe befindet sich in nordwestlicher Richtung der um ein Drittel des Kraterdurchmessers größere Rydberg.
Der innere Kraterwall besteht aus losem und zum Inneren hin abgerutschtem Material, der verbliebene Kraterboden hat einen Zentralberg in Höhe von zirka 700 m.
Die Entstehungszeit fällt in das Kopernikanische Zeitalter.
Der Krater wurde 1970 von der IAU offiziell nach dem deutschen Astronomen Paul Guthnick benannt.